# Ang Thong
Pour la province de Thaïlande, voir Province d'Ang Thong.

Ang Thong est une ville de la région Centre de la Thaïlande. Située sur la rive occidentale de la Chao Phraya, elle comptait 13 738 habitants en 2006.
La ville est célèbre depuis la construction de 1990 à 2008 du Grand Bouddha de Thaïlande dans le monastère du Wat Muang (วัดม่วง), à 8 km à l'ouest de la ville. Il mesure 92 mètres de hauteur et est la 9e plus haute statue du monde.